# Tryphon thomsoni
Tryphon thomsoni är en stekelart som beskrevs av Per Abraham Roman 1939. Tryphon thomsoni ingår i släktet Tryphon och familjen brokparasitsteklar. Arten är reproducerande i Sverige. Inga underarter finns listade i Catalogue of Life.